# 洛瓦斯保托瑙
洛瓦斯保托瑙，是匈牙利维斯普雷姆州所辖的一个村，总面积49.90平方公里，总人口1137，人口密度22.8人/平方公里（2010年1月1日）。